# Hisahito d'Akishino
El Príncep Hisahito d'Akishino (秋篠宮悠仁, Akishino no Miya Hisahito) és un Príncep de la dinastia Yamato i fill menor del Príncep Imperial Fumihito d'Akishino i de Kiko d'Akishino, sent alhora nebot de l'Emperador Naruhito i cosí germà de la Princesa Aiko de Toshi. Les seues germanes són les princeses Mako i Kako d'Akishino. Hisahito és el segon a la línia de successió de l'Emperador del Japó després del seu pare Fumihito. El seu tractament és el de "Sa Altesa Imperial el Príncep Hisahito d'Akishino".

## Biografia

### Naixement
Hisahito va nàixer a les 8 hores i 27 minuts del 6 de setembre de 2006 a l'hospital Aiiku, al districte de Minato, a Tòquio amb un pes de 2'558 Kg i una alçada de 48,8 cm. Hisahito fou presentat al públic pels seus pares al mateix hospital el 15 de setembre. L'embaràs i el part del Príncep fou complicat i la mare, la Princesa Kiko d'Akishino va haver de ser ingressada de manera prematura el 16 d'agost de 2006 i necessitant cesària. En nàixer, el seu avi, l'Emperador Akihito, li va regalar una espasa en senyal de protecció, com és tradició. El nom de Hisahito va ser elegit personalment pel seu pare i, d'acord amb l'Agència de la Casa Imperial, vol dir "virtuós i seré".

### Educació
A la primavera de 2010, el Príncep Hisahito va començar l'escola bressol en un establiment associat a la Universitat d'Ochanomizu a Tòquio. L'Agència de la Casa Imperial va anunciar el 14 de desembre de 2012 que el Príncep entraria en l'escola primària associada a la universitat abans esmentada a l'abril de 2013, seguint la seua educació amb molts dels mateixos companys que a la llar d'infants. El Príncep Hisahito es va convertir així en el primer membre de la família imperial en no rebre l'educació bàsica a la Gakushūin, l'escola on s'educa la noblesa, fundada per l'Emperador Ninkō. A l'abril de 2019, Hisahito va entrar a l'institut de secundària de la Universitat d'Ochanomizu. Al mateix temps, es va detectar una intrusió a l'escola i la policia va determinar que es tractà d'un intent d'atemptat contra el Príncep Hisahito.

## La qüestió successòria
Quan Hisahito va nàixer el país sencer es trobava dins de la polèmica de la llei de successió, que impedia a la Princesa Aiko de Toshi ser Emperadriu, tot i ser l'única filla del llavors Princep Hereu Naruhito. Els primers ministres Junichiro Koizumi i Shinzo Abe havien fet xicotets gestos que mostraven intencions de canviar la llei de successió per tal que la Princesa Toshi, tot i ser dona, poguera ascendir al tron del Crisantem. En aquells moments on podia haver hagut un canvi, s'anuncià que la Princesa Imperial Kiko d'Akishino esperava un fill baró. En aquell moment i després del naixement, el gabinet del Primer Ministre es va desdir de la proposta de canvi de la llei de successió ja que havia nascut un baró que podria ascendir al tron. Hisahito és el segon en la línia de successió després del seu pare, el Príncep Imperial Fumihito d'Akishino i es preveu que, si no hi han canvis, siga Hisahito qui succeïsca en el tron al seu oncle Naruhito.